# Сересо-де-Арріба
Сересо-де-Арріба (ісп. Cerezo de Arriba) — муніципалітет в Іспанії, у складі автономної спільноти Кастилія-і-Леон, у провінції Сеговія. Населення — 197 осіб (2010).
Муніципалітет розташований на відстані близько 90 км на північ від Мадрида, 60 км на північний схід від Сеговії.
На території муніципалітету розташовані такі населені пункти: (дані про населення за 2010 рік)
- Сересо-де-Арріба: 156 осіб
- Ла-Пінілья: 41 особа

## Демографія
Динаміка населення (INE ):

## Галерея зображень

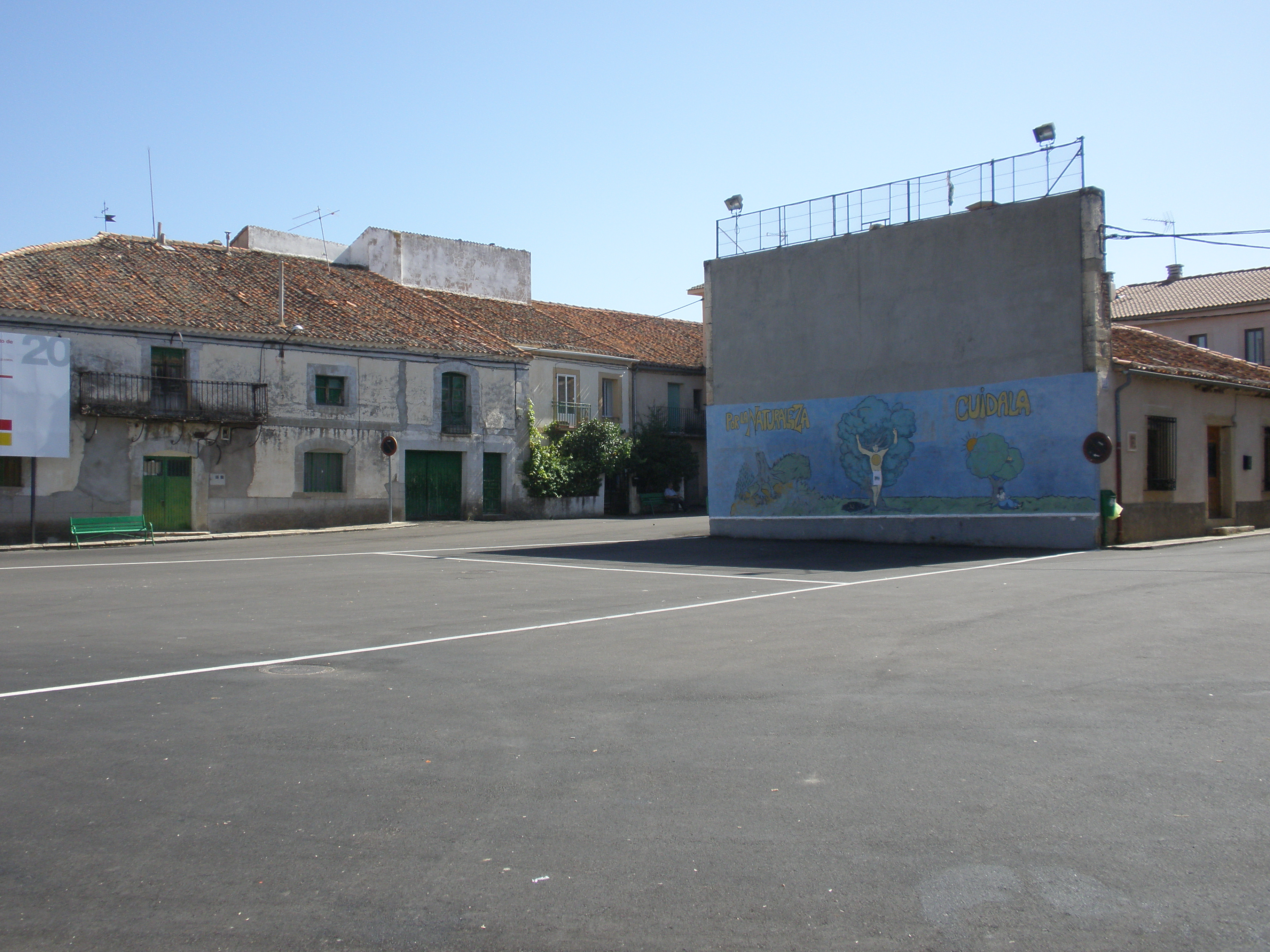
Площа Конституції
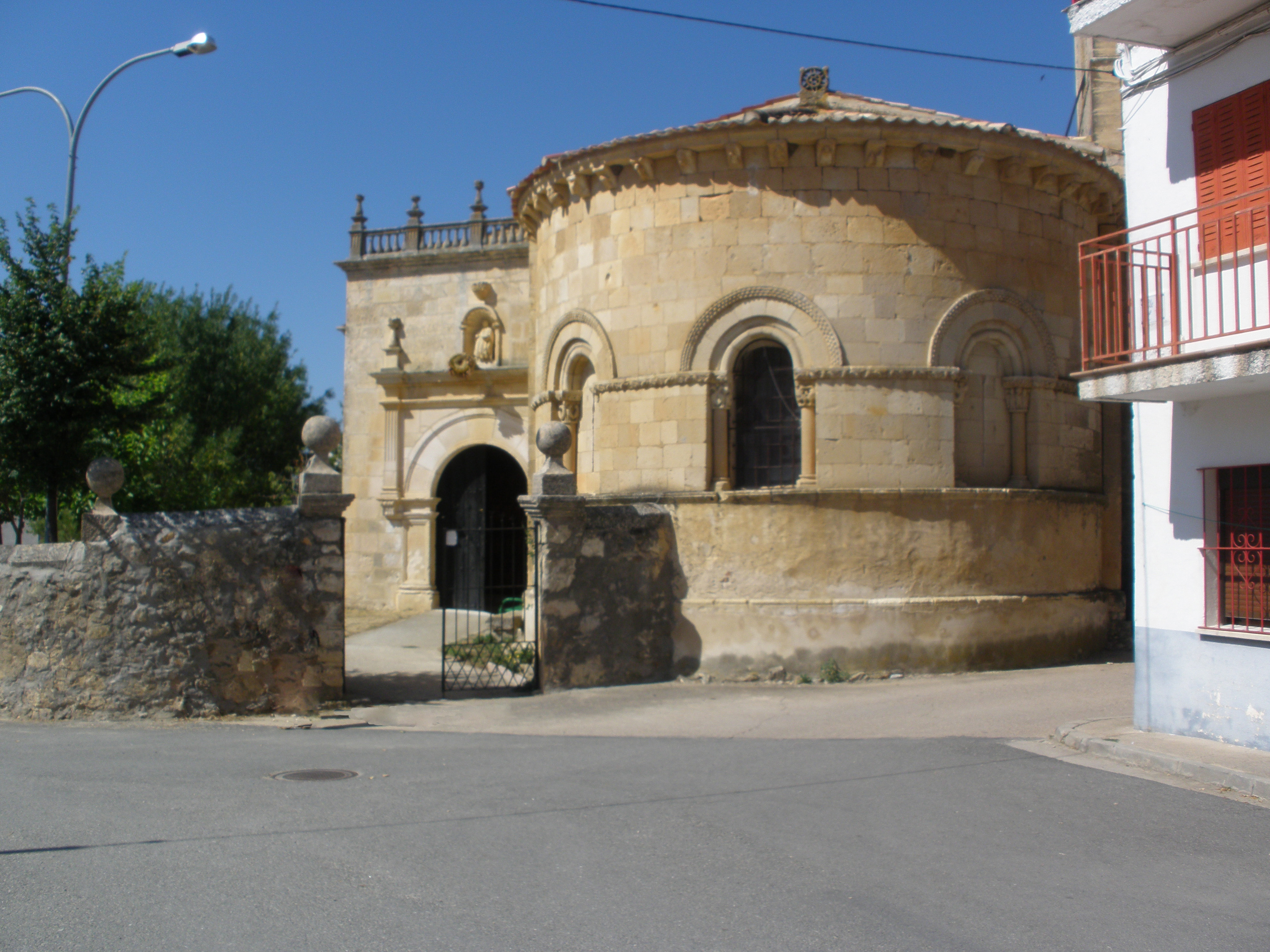
Церква Сан-Хуан
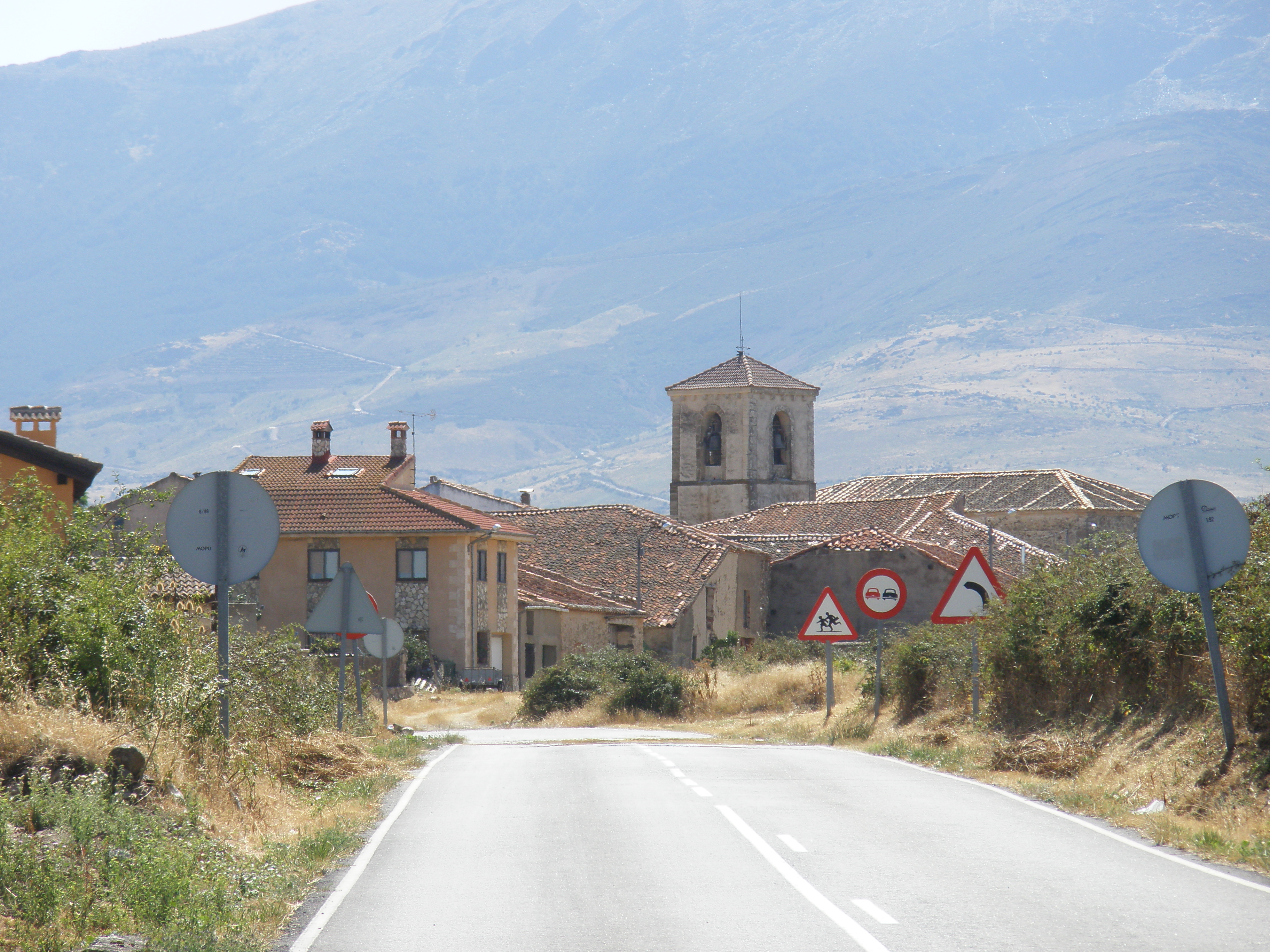
Сересо-де-Арріба